# Coenosia lagenicauda
Coenosia lagenicauda är en tvåvingeart som beskrevs av Xue och Zhao 1998. Coenosia lagenicauda ingår i släktet Coenosia och familjen husflugor. Inga underarter finns listade i Catalogue of Life.